# Реакція копуляції Нозакі — Гіяма

Реакція копуляції Нозакі — Гіяма

Реакція копуляції Нозакі — Гіяма (англ. Nozaki — Hiyama coupling reaction) — хімічна реакція, відновне приєднання органічних галогенідів до альдегідів, каталізоване CrCl2.